# ESPN
ESPN (originalmente siglas de Entertainment and Sports Programming Network)  es un grupo de canales de televisión por suscripción estadounidense especializado en los deportes propiedad de ESPN Inc., empresa conjunta de The Walt Disney Company (80%) y Hearst Communications (20%). La compañía fue fundada en 1979 por Bill Rasmussen junto con su hijo Scott Rasmussen y Ed Egan.
ESPN transmite principalmente desde estudios ubicados en Bristol, Connecticut. La cadena también opera oficinas en Miami, Nueva York, Seattle, Charlotte y Los Ángeles. James Pitaro actualmente se desempeña como presidente de ESPN, un cargo que ha ocupado desde el 5 de marzo de 2018, luego de la renuncia de John Skipper el 18 de diciembre de 2017. Si bien ESPN es una de las redes deportivas más exitosas, ha habido muchas críticas a la cadena; esto incluye acusaciones de cobertura sesgada, conflicto de interés y controversias con emisoras y analistas individuales.
Desde diciembre de 2023, ESPN está disponible para aproximadamente 70 millones de hogares con televisión por sucripciónen los Estados Unidos, cifra menor a la de su pico de 2011 de 100 millones de hogares.
Además del canal insignia y sus siete canales relacionados en los Estados Unidos, ESPN transmite en más de 200 países. Opera canales regionales en Australia, Latinoamérica, Países Bajos y África. En Canadá, posee una participación del 20 % en The Sports Network (TSN) y sus cinco cadenas hermanas.
En 2011, la historia y el ascenso de ESPN se narraron en Those Guys Have All the Fun. Es un libro no ficticio escrito por James Andrew Miller y Tom Shales y publicado por Little, Brown and Company.

## Historia
Bill Rasmussen concibió el concepto de ESPN a finales de mayo de 1978, luego de ser despedido de su trabajo con los New England Whalers de la Asociación Mundial de Hockey. Uno de los primeros pasos en el proceso de Bill y su hijo Scott (que también había sido despedido por los Whalers) fue encontrar un terreno para construir las instalaciones de transmisión del canal. Los Rasmussen alquilaron por primera vez oficinas en Plainville, Connecticut. Sin embargo, el plan para crear ESPN allí se suspendió debido a una ordenanza local que prohíbe a los edificios llevar antenas parabólicas en la azotea. El terreno disponible se encontró rápidamente en Bristol, Connecticut (donde el canal sigue teniendo su sede hasta el día de hoy), con fondos para comprar la propiedad proporcionada por Getty Oil, que compró el 85% de la compañía a Bill Rasmussen el 22 de febrero de 1979, en un intento de diversificar las holdings de la empresa. Esto ayudó a la credibilidad de la empresa incipiente, sin embargo, todavía había muchas dudas sobre la viabilidad de su concepto de canal deportivo. Otro evento que ayudó a construir la credibilidad de ESPN fue asegurar un acuerdo publicitario con Anheuser-Busch en la primavera de 1979; la compañía invirtió $1 000 000 de dólares para ser la "cerveza exclusiva anunciada en la red".
ESPN inició transmisiones el 7 de septiembre de 1979, comenzando con la primera transmisión de lo que se convertiría en el programa insignia del canal, SportsCenter. Grabado frente a una pequeña audiencia en vivo dentro de los estudios de Bristol, se transmitió a 1,4 millones de suscriptores de cable en todo Estados Unidos.
El siguiente gran salto de ESPN se produjo cuando el canal adquirió los derechos para transmitir la cobertura de las primeras rondas del Campeonato de la División I de Baloncesto Masculino de la NCAA. Se emitió por primera vez el torneo de la NCAA en marzo de 1980, creando el evento televisivo moderno conocido como "March Madness". La cobertura del torneo del canal también lanzó la carrera como comentarista deportivo de Dick Vitale, quien en el momento en que se unió a ESPN, acababa de ser despedido como entrenador en jefe de los Detroit Pistons.
En abril de ese año, ESPN creó otro show hecho para la televisión, cuando comenzó a televisar el Draft de la NFL. Proporcionó una cobertura completa del evento que permitió a los jugadores novatos de las filas universitarias comenzar sus carreras profesionales frente a una audiencia de televisión nacional de una manera que antes no podían.
El siguiente escalón importante para ESPN se produjo en el transcurso de un par de meses en 1984. Durante este período, la American Broadcasting Company (ABC) compró el 100% de ESPN a Rasmussens y Getty Oil. Bajo la propiedad de Getty, el canal no pudo competir por los derechos televisivos de los principales contratos de eventos deportivos, ya que su matriz corporativa mayoritaria no proporcionaría los fondos, lo que llevaría a ESPN a perder acuerdos de transmisión con la National Hockey League (a USA Network) y la División I de fútbol americano universitario de la NCAA (a TBS). Durante años, la NFL, la NBA y la Major League Baseball se negaron a considerar el cable como un medio para transmitir algunos de sus juegos. Sin embargo, con el respaldo de ABC, la capacidad de ESPN para competir por los principales contratos deportivos aumentó considerablemente y le dio credibilidad en la industria de la radiodifusión deportiva.
Más tarde, en 1984, la Corte Suprema de los Estados Unidos dictaminó que la NCAA ya no podía monopolizar los derechos para negociar los contratos de los juegos de fútbol americano universitario, lo que permitió que cada escuela individual negociara los acuerdos de transmisión de su elección. ESPN aprovechó al máximo y comenzó a transmitir una gran cantidad de partidos de americano de la NCAA, creando una oportunidad para que los fanáticos puedieran ver múltiples encuentros cada fin de semana (en lugar de solo uno), el mismo acuerdo que la NCAA había negociado previamente con TBS. El momento decisivo de ESPN ocurrió en 1987, cuando consiguió un contrato con la NFL para transmitir ocho juegos durante la temporada regular de ese año, todo lo cual se transmitió los domingos por la noche, marcando las primeras transmisiones de los partidos de horario estelar de la NFL. Los encuentros de Sunday Night Football de ESPN se convertirían en las transmisiones de la NFL mejor calificadas en los próximos 17 años (antes de perder los derechos de NBC en 2006). La decisión del canal de transmitir los partidos de la NFL los domingos por la noche en realidad resultó en una disminución de la audiencia para los juegos diurnos que se mostraban en las principales redes de transmisión, marcando la primera vez que ESPN había sido un competidor legítimo de NBC y CBS, que durante mucho tiempo habían dominado el mercado televisivo de los deportes.
En 1992, ESPN lanzó ESPN Radio, una red nacional de radio de charla deportiva que ofrece programas de análisis y comentarios (incluidos programas como Mike, Mike in the Morning y The Herd), así como audio por juego de eventos deportivos (incluidos algunos simulados con el canal de televisión ESPN).
El 10 de octubre de 1993, ESPN2, un canal secundario que originalmente se programó con deportes de nicho populares entre hombres de 18 a 49 años (con snowboard y la Serie Mundial de Póquer como sus cabezas de cartel), además de servir como un notable crecimiento para ESPN: ya que fue lanzado en sistemas de cable que superan los 10 millones de suscriptores. Se convirtió en el canal de cable de más rápido crecimiento en los Estados Unidos durante la década de 1990, y finalmente amplió su alcance nacional a 75 millones de suscriptores.
La propiedad de ABC, y en efecto el control de ESPN, fue adquirida por Capital Cities Communications en 1985. La compañía matriz de ESPN fue renombrada como Capital Cities/ABC Inc. Ésta fue a su vez adquirida por The Walt Disney Company en 1996 y fue rebautizada como Walt Disney Television.
El 26 de abril de 2017, se les notificó a aproximadamente 100 empleados de ESPN que sus puestos en la cadena deportiva habían sido rescindidos, entre ellos atletas convertidos en analistas como Trent Dilfer y Danny Kanell, y destacados periodistas como el reportero de la NFL Ed Werder y el experto en la Major League Baseball Jayson Stark. Los despidos se produjeron cuando ESPN continuó perdiendo espectadores, (más de 10 millones durante un período de varios años), mientras pagaba unca gran cantidad de dinero por los derechos de transmisión de tales propiedades como la NFL, NBA y el College Football Playoff. Otras medidas de reducción de costos tomadas incluyeron trasladar las operaciones de estudio de ESPNU a Bristol de Charlotte, Carolina del Norte, reducir su programa de estudio de larga data MLB Baseball Tonight a los domingos como introducción al juego en horario estelar y agregar Intentional Talk producido por MLB Network a la programación diaria de ESPN2.
El 12 de abril de 2018, ESPN lanzó un servicio de streaming over-the-top complementario a los canales de televisión conocido como ESPN+.
Después de haber transmitido por última vez juegos de la NHL (televisados a nivel nacional) en 2004, ESPN y ABC firmaron un contrato de siete años (acordado el 10 de marzo de 2021) para televisar nuevamente encuentros de la NHL (incluyendo la exclusividad de algunos partidos en ESPN+ y Hulu). El contrato también establece que tanto ESPN como ABC transmitirán cuatro de las siete Finales de la Copa Stanley. Todos los demás juegos televisados a nivel nacional se transmitirán en TBS y TNT bajo un acuerdo separado firmado el mes siguiente.
El 6 de febrero de 2024, ESPN anunció una empresa conjunta con Fox Sports y TNT Sports para ofrecer el servicio de streaming Venu Sports, que incluía los principales canales de deportes lineales de las tres organizaciones y los derechos de transmisión asociados, que se esperaba lanzarse en otoño de 2024. Posteriormente, tras una demanda realizada por el vMVPD FuboTV debido a preocupaciones antimonopolio y su apoyo por parte de Dish Network y DirecTV que causaron que se aplazara el lanzamiento del servicio, el 10 de enero de 2025, las tres empresas involucradas en la compañía conjunta dieron a conocer oficialmente que se cancelaría definitivamente el estreno de Venu Sports. En mayo de 2025, ESPN anunció oficialmente que lanzaría un servicio de streaming directo al consumidor nombrado simplemente ESPN más adelante en ese mismo año, que incorporará los principales canales de televisión y contenidos de ESPN+, y se convertirá en la principal oferta de streaming para todos los suscriptores de ESPN.
El 5 de agosto de 2025, ESPN Inc. dio a conocer la firma de un acuerdo para adquirir la división NFL Media, propiedad de la National Football League (NFL). La operación contempla la incorporación de diversos activos mediáticos, entre ellos NFL Network, NFL RedZone y NFL Football Fantasy. Como parte de los términos pactados, la NFL pasará a poseer una participación del 10% en ESPN, mientras que los canales NFL Network y RedZone serán integrados al futuro servicio masivo de streaming deportivo que ESPN planea lanzar. Asimismo, el acuerdo establece que la NFL licenciará contenido de NFL Films para su emisión a través de las distintas plataformas de ESPN y prevé una reasignación de ciertos partidos entre los paquetes de transmisión de ESPN y NFL Network, permitiendo la redistribución de encuentros seleccionados entre ambas entidades. Sin embargo, NFL Films y NFL+ no forman parte de la adquisición, y seguirán siendo propiedad directa de la NFL. Pese al traspaso de RedZone, su producción continuará a cargo de la liga. El acuerdo está sujeto a la aprobación de los organismos reguladores correspondientes; si se da luz verde al trato, se estima que la mayoría de los cambios estipulados no se implementarán sino hasta la temporada 2026 de la NFL.
El 6 de agosto de 2025, la cadena reveló que había acordado un contrato de cinco años con la WWE para transmitir los eventos prémium en vivo de la empresa de lucha libre a través del próximo servicio de streaming de ESPN, así como emitir simultáneamente eventos selectos en los canales lineales de ESPN, a partir de 2026.

## Televisión

### Estados Unidos
La cadena de televisión ESPN emite en Estados Unidos desde el 1979. Es uno de los canales de mayor audiencia del país, superando a menudo los 10 millones de espectadores. A lo largo de los años, ESPN ha ido agregando otras señales para Estados Unidos además de la principal: ESPN2 en 1993, ESPNews en 1996 (noticias), ESPN Classic en 1998 (documentales y eventos clásicos), ESPN Deportes en 2004 (en español), y ESPNU en 2005 (deporte universitario).
El canal principal ESPN comenzó a distribuirse en alta definición en 2001, ESPN2 en 2005, ESPNU e ESPNews en 2008, e ESPN Deportes en 2011. ESPN 3D se creó en junio de 2010 para transmitir la Copa Mundial de la FIFA en tres dimensiones. En febrero de 2011 comenzó a emitir las 24 horas, pero dejó de emitirse en septiembre de 2013.

#### Eventos deportivos
ESPN ha transmitido la National Football League desde 1987, anteriormente los domingos de noche (Sunday Night Football) y desde 2006 los lunes de noche (Monday Night Football) en la temporada regular y playoffs (además de partidos selectos en otros días). También ha transmitido fútbol americano universitario desde 1979, destacándose el BCS National Championship Game, Rose Bowl, Sugar Bowl, Orange Bowl y Fiesta Bowl desde la temporada 2010, y el Chick-fil-A Bowl desde 1991.  Por otra parte, transmitió la Arena Football League desde 1989 hasta 2002, en 2007 y 2008, y desde 2014 hasta 2019 con la desaparición de la liga.                
En cuanto a básquetbol, ESPN transmitió partidos de la National Basketball Association en las temporadas 1982/83 y 1983/84, y luego a partir de 2002/03. Generalmente emite partidos de temporada regular y de playoffs los días miércoles, viernes y domingos, y una de las series de finales de conferencia. También emite partidos de la WNBA desde su debut en 1997. Además transmite las competiciones de la FIBA desde 2017.
En tanto, ESPN ha dado cobertura de partidos de básquetbol universitario de las principales conferencias desde 1979, en concreto las conferencias Big 12 y ACC los lunes y miércoles, Big Ten (hasta 2022) y SEC los martes y jueves, y distintas conferencias los sábados. Desde 1986 transmite la semana final de los campeonatos de conferencias. En cuanto a la NCAA en general, tienen disponible el torneo de baloncesto femenino, así como otras 20 competiciones de mujeres y 19 competiciones masculinas.
ESPN ha emitido partidos de la Major League Baseball desde 1990, incluyendo domingos de noche (desde 1990), lunes de noche (2002 a 2020), martes y viernes de noche (1990 a 1993), miércoles de noche (1990 a 2020), jueves de noche (2003 a 2006), y partidos de postemporada (la Wild Card Series desde 2022).
La National Hockey League ha tenido partidos en ESPN en distintos períodos desde 1979 hasta 2004, y luego a partir de 2021 transmitiendo varios juegos de la fase regular, algunos de los playoffs y una final de conferencia.
La Major League Soccer estuvo presente en ESPN desde 1996 hasta 2022. La cadena también transmitió la Liga de Campeones de la UEFA desde 1995 hasta 2009 y actualmente tiene los derechos exclusivos de LaLiga, Supercopa de España y la Bundesliga. Desde la temporada 2024, ESPN transmite partidos seleccionados de la National Women's Soccer League.
La cadena también mostró partidos de la Copa Mundial de la FIFA en 1982, 1986, y entre 1994 y 2014.
Numerosos torneos de tenis han sido transmitidos por ESPN: el Abierto de Australia desde 1984; el Torneo de Roland Garros desde 1986 hasta 1993, y luego desde 2003 hasta 2015; el Campeonato de Wimbledon desde 2003, el Abierto de Estados Unidos desde 2009; los torneos de la US Open Series desde 2003; los ATP Masters 1000 y WTA Premier de Indian Wells, Miami y Cincinnati desde 2011 hasta 2021; las WTA Finals desde 2002 hasta 2005 y luego desde 2011 hasta 2021; y la Copa Davis desde 1979 hasta 2008.
En cuanto a golf, ESPN transmite el Masters de Augusta desde 2008. Anteriormente emitió el Abierto de los Estados Unidos desde 1982 hasta 2014; el Abierto Británico de Golf desde 2010 hasta 2015; el Campeonato de la PGA desde 1982 hasta 1990 y luego desde 2020; los Abiertos de Estados Unidos de mujeres y veteranos desde 1995 hasta 2014: los abiertos británicos de mujeres y veteranos desde 2010 hasta 2015; y otros torneos del PGA Tour entre 1980 y 2006; el LPGA Tour entre 1979 y 2009, y el Champions Tour entre 2002 y 2010.
ESPN ha transmitido múltiples campeonatos de deporte motor lo largo de su historia. Este ha emitdo la Fórmula 1 desde 2018 y transmitió carreras de la Copa NASCAR entre 1981 y 2000, y luego entre 2007 y 2014; la Nationwide Series entre 2007 y 2014; y la NASCAR Truck Series entre 1995 y 2002. También retransmitió las carreras de la CART entre 1980 y 2001, la IndyCar Series entre 1996 y 2008, la National Hot Rod Association desde la creación de la cadena hasta 2015, y el Campeonato Global de Rallycross desde 2011 hasta 2013.
A partir de 2026, ESPN se convertirá en la emisora exclusiva de los eventos prémium de la WWE.

### Programación
Junto a sus transmisiones deportivas en vivo, ESPN también transmite una variedad de deportes destacados, charlas y programas de estilo documental. Estos incluyen a:
- College GameDay (baloncesto) – Programa semanal de baloncesto universitario transmitido desde el sitio del juego de la semana del horario estelar del sábado.
- College GameDay (fútbol americano): Programa semanal previo a un partido de fútbol americano universitario que se transmite desde el sitio de un partido importante de dicho deporte.
- E:60 – Un programa de revista de noticias de investigación centrado en los deportes estadounidenses e internacionales.
- First Take – Un programa de entrevistas matutino diario con Stephen A. Smith y Molly Qerim (trasladado desde ESPN2 el 3 de enero de 2017).
- Get Up! – Un programa matutino diario, centrado en los resultados de los encuentros de la noche anterior y los temas deportivos candentes del día.
- Monday Night Countdown – Programa de recapitulación semanal transmitido los lunes por la noche durante la temporada de la NFL, también sirve como programa previo al partido del Monday Night Football
- Outside the Lines – Programa de entrevistas y debate que examina temas deportivos críticos dentro y fuera del campo de juego.
- Pardon the Interruption – Un programa de entrevistas diario por la tarde donde Tony Kornheiser y Michael Wilbon debaten una variedad de temas deportivos.
- SportsCenter – El programa insignia de ESPN, un programa diario que ofrece las últimas noticias deportivas y lo más destacado de los eventos deportivos del día.
- Sunday NFL Countdown – Programa de vista previa semanal que se transmite los domingos por la mañana durante la temporada de la NFL.
- The Pat McAfee Show – Un programa de entrevistas diario por la tarde con noticias, opiniones y análisis.

Muchos de los programas documentales de ESPN (como 30 for 30 y Nine for IX) son producidos por ESPN Films, una división de cine creada en marzo de 2008 como una reestructuración de ESPN Original Entertainment, una división de programación que se formó originalmente en 2001. 30 for 30 comenzó a transmitirse en 2009 y continúa transmitiéndose hasta el día de hoy. Cada episodio es a través de los ojos de un cineasta conocido y ha presentado a algunos de los directores más importantes de Hollywood. La película de 30 for 30 O.J.: Made in America ganó el Premio de la Academia al Mejor Documental en 2017, el primer Oscar de este tipo para ESPN.
Ultimate Fighting Championship firmó un contrato de 5 años con ESPN a partir de 2019 para transmitir sus eventos en ESPN y ESPN+ el cual estima que cada trimestre se emiten 2 eventos de la UFC en ESPN y 6 eventos de UFC Fight Night en ESPN+.
En marzo de 2019, ESPN anunció un nuevo programa diario con temática de apuestas llamado Daily Wager, presentado por el analista de apuestas de la cadena, Doug Kezirian. El programa fue el primer show programado regularmente de ESPN dedicado exclusivamente a contenido relacionado con juegos no deportivos. El 14 de mayo de 2019, ESPN anunció un acuerdo con el operador de casinos Caesars Entertainment para establecer un estudio con la marca ESPN en The LINQ Hotel & Casino en Las Vegas para producir contenido con temática de apuestas.
En busca de una nueva dirección estratégica que redujera el impacto del covid en los negocios, en 2021 el CEO de The Walt Disney Company, Bob Chapek, durante la conferencia de ganancias del cuarto trimestre del año fiscal 21 con el inversionista declaró que la compañía estaba lista para expandirse a los juegos de azar, incluso en asociación con terceros.
En 2023, The Pat McAfee Show se trasladó a ESPN como parte de un contrato de cinco años por 85 millones de dólares. El programa reemplazó la emisión del mediodía (hora del este) de SportsCenter y This Just In with Max Kellerman.

### Latinoamérica
ESPN Latinoamérica es el canal de televisión especializado en deportes que transmite por cable o satélite para todo América Latina, pero con diferentes señales según el país o zona.
ESPN inició sus transmisiones en Latinoamérica el 31 de marzo de 1989, convirtiéndose paulatinamente en la gran cadena deportiva de mayor teleaudiencia en América Latina.

#### ESPN 2 (Norte)
Señal que está disponible en México, Centroamérica y República Dominicana.
En cuanto a deportes estadounidenses transmite regularmente la temporada regular y series divisionales de las Grandes Ligas de Béisbol; fútbol americano, baloncesto y béisbol colegial de la NCAA; y la Serie Mundial de Ligas Pequeñas.
Además emite partidos de fútbol mundial y algunos otros deportes como tenis, golf, deportes motor, rugby, básquetbol, fútbol americano, deportes extremos, entre otros.
Dentro de sus programas se encuentran Fútbol Picante, SportsCenter, ESPN FC y Toque Inicial.

#### ESPN 2 (Sur)
Señal que se ve en Argentina, Bolivia, Chile, Colombia, Ecuador, Paraguay, Perú, Uruguay y Venezuela a partir del 21 de noviembre de 2013. Transmite deportes como: fútbol, tenis, básquetbol, rugby, ciclismo, béisbol, fútbol americano, hípica, hockey, deportes motor y programas deportivos sobre: fútbol, rugby, polo, turf, deportes motor, etc.
Se divide en cuatro señales: Argentina, Chile, Colombia y Sur. Hasta el 31 de agosto de 2015 esta señal era conocida como ESPN+.

#### ESPN 3
ESPN anunció el lanzamiento de su nueva señal multiplataforma ESPN 3 bajo el concepto 'cuando quieras, donde quieras' desde 14 de noviembre de 2011 en América Latina, disponible en SD y HD.
ESPN 3 comenzó dividiéndose en cuatro bloques, que podían verse en televisión, internet PC o móvil:
- ESPN 3.0: Programación orientada a deportes de acción (XGames de verano / XGames de invierno).
- ESPN Compact: Resúmenes de una hora con lo mejor de los eventos deportivos.
- ESPN Series: Las mejores series, documentales y programas de ESPN.
- ESPN Live: Los mejores eventos deportivos en vivo.

#### ESPN 4(antes ESPN Extra)
Es un canal de televisión por cable de tipo deportivo que transmite las 24 horas del día en alta definición, fue el primero en Hispanoamérica. Hasta el 31 de agosto de 2015 era conocido como ESPN HD, luego fue renombrado como ESPN+. Del 9 al 12 de marzo de 2020, fue renombrado temporalmente como ESPN Extra y desde el 1 de mayo de 2020 cambio oficialmente su nombre a ESPN Extra. 
Inició el 28 de abril de 2009 solo en Brasil y el 29 de noviembre de 2009, en el resto de Latinoamérica.
Ofrece una programación, enfocándose principalmente a la transmisión de eventos como fútbol internacional, tenis, rugby, golf, deportes estadounidenses, entre otros.
El 15 de febrero de 2024 ESPN Extra cambió su nombre, ahora llamándose ESPN 4. y el ESPN 4 ya existente pasó a llamarse ESPN 5.

#### ESPN 5(antes ESPN 4)
Es un canal de televisión por suscripción latinoamericano de origen estadounidense. Fue lanzado el 1 de diciembre de 2021, como reemplazo de Fox Sports en América del Sur (excepto Argentina), Centroamérica y República Dominicana. Se divide en tres señales: Chile, Norte y Sur. El 15 de febrero de 2024 dejó de llamarse ESPN 4, para llamarse ESPN 5
ESPN 6
Es un canal deportivo de televisión por suscripción latinoamericano de origen estadounidense. Fue lanzado el 15 de febrero de 2024, como reemplazo de Fox Sports 3 en América del Sur (excepto Argentina) y República Dominicana. Se divide en 3 señales: Chile, Norte (Colombia, Ecuador, Venezuela), Sur (Argentina, Bolivia, Perú, Paraguay, Uruguay).
ESPN 7
Es un canal deportivo de televisión por suscripción latinoamericano de origen estadounidense. Fue lanzado el 15 de febrero de 2024 como reemplazo de Fox Sports 2 en América del Sur (excepto Argentina), Centroamérica y República Dominicana. Se divide en 3 señales: Chile, Norte (Colombia, Ecuador, Venezuela), Sur (Argentina, Bolivia, Perú, Paraguay, Uruguay).

#### ESPN Premium
Es un canal de televisión por suscripción prémium argentino dedicado a la transmisión específicamente del fútbol de ese país. Fue lanzado el 21 de agosto de 2017 bajo el nombre de Fox Sports Premium, y renombrado a ESPN Premium el 1 de mayo de 2022.

#### ESPN App
Fue lanzada en México en abril de 2007 y luego el 27 de enero de 2009 en Chile con el nombre de ESPN 360, como una plataforma para transmitir eventos deportivos en vivo a través de internet. A partir de abril de 2010, comenzó a llamarse ESPN Play y a partir de marzo de 2020 como ESPN App. Su programación consiste en la emisión de eventos deportivos como fútbol, tenis, rugby, básquetbol, hípica y hockey. El servicio solo estuvo disponible para suscriptores de proveedoras de televisión que tenían acuerdos con ESPN.

#### ESPN (Brasil)
ESPN International en Brasil fue lanzado el 31 de marzo de 1989 y una versión en portugués llamada ESPN Brasil fue lanzada en junio de 1995. La señal se transmite por cable y satélite para Brasil. Es la feed en portugués de ESPN Latinoamérica.
Transmite deportes como fútbol, tenis, rugby, básquetbol, hípica, hockey y otros tipos de deportes extremos.
Su programación y contenido es de tipo deportivo. La sede del canal se encuentra en la ciudad de São Paulo, Brasil.
En Brasil, ESPN cuenta con cinco canales: ESPN, ESPN 2, ESPN 3, ESPN 4, ESPN 5 y ESPN 6, todos disponibles en HD.

#### ESPN en Disney+
Antes llamada ESPN en Star+ y desde el 26 de junio de 2024 ESPN en Disney+ tras la fusión de Star+ con Disney+, es la sección dedicada al contenido de ESPN del servicio de streaming Disney+ disponible para todo Latinoamérica y el Caribe.
En esta se encuentran la totalidad de los eventos deportivos y programas de televisión emitidos por los canales lineales de ESPN Latinoamérica (cuya disponibilidad depende del país), además de que cuenta con algunos eventos que son exclusivos de la plataforma.

#### ESPN Caribbean
ESPN Caribbean es un grupo de canales de televisión por suscripción que emite a través de todo el Caribe (en inglés).
ESPN ofrece dos redes en idioma inglés, incluyendo ESPN (ofrecido en HD) y ESPN2, ambos se pusieron en marcha en 2007 y dichos canales de ESPN Caribbean están al aire en 32 países.

### Otros países

#### ESPN África
ESPN África es un canal de televisión por suscripción africano propiedad de ESPN Inc. Hasta 2014 era conocido como Setanta Sports. En noviembre de 2013 el canal fue adquirido por Fox International Channels, y en agosto de 2014 fue renombrado como Fox Sports. Transmite en inglés en más de 40 países del África subsahariana, y a través de 2 señales: ESPN y ESPN 2.
En agosto de 2019, se anunció que la red sería renombrada como ESPN, a partir del 30 de agosto de 2019, debido a la adquisición de 21st Century Fox por parte de Disney.

#### BT Sport ESPN
BT Sport ESPN fue un canal de televisión deportivo británico operado por BT Group, bajo licencia de ESPN, lanzado el 3 de agosto de 2009. El canal se enfocaba en eventos deportivos estadounidenses, tales como Béisbol y deportes nacionales universitarios, además de cricket, fútbol, tenis, rugby. El área de transmisión fue el Reino Unido e Irlanda. El 1 de agosto de 2022 la marca ESPN fue sacada del nombre del canal siendo renombrado como BT Sport 4, manteniendo la misma programación.

## Sitio de Internet
El sitio de noticias ESPN.com se lanzó en 1993. Se especializa en fútbol americano, béisbol, básquetbol, fútbol, hockey sobre hielo, boxeo, deporte motor, golf, tenis y rugby, además de los Juegos Olímpicos y los X Games. El portal formó parte de MSN entre 2001 y 2004.
En 2000 se lanzó un sitio en español, ESPN Deportes.com. Actualmente cuenta con ediciones para Argentina, Chile, Colombia, Estados Unidos, México y Venezuela.

## Radios
- ESPN Radio (Estados Unidos)
- ESPN Radio Fórmula (México)

## Competidores
- Fox Sports 1
- NBCSN
- CBS Sports